# Asmus Jacob Carstens
Asmus Jacob Carstens (1754 - 1798) foi um pintor alemão nascido em Schleswig. Em 1776 partiu para Copenhaga para concretizar os seus estudos. Em 1783 empreende-se numa nova viagem, desta feita até à Itália, onde se impressionou com as obras de Giulio Romano e Leonardo da Vinci.

## Carreira
Estabeleceu-se em Lübeck como retratista, mas em 1792 visita novamente Roma, e começa a explorar a pintura histórica, período do qual resistem obras como Platos Symposium e A Batalha de Rossbach. Tornou-se professor em Berlim e em 1795 ocorreu uma grande exibição dos seus trabalhos em Roma, onde viria a falecer em 1798. Carstens é apontado como o fundador da escola tardia da pintura histórica alemã.

## Obras selecionadas

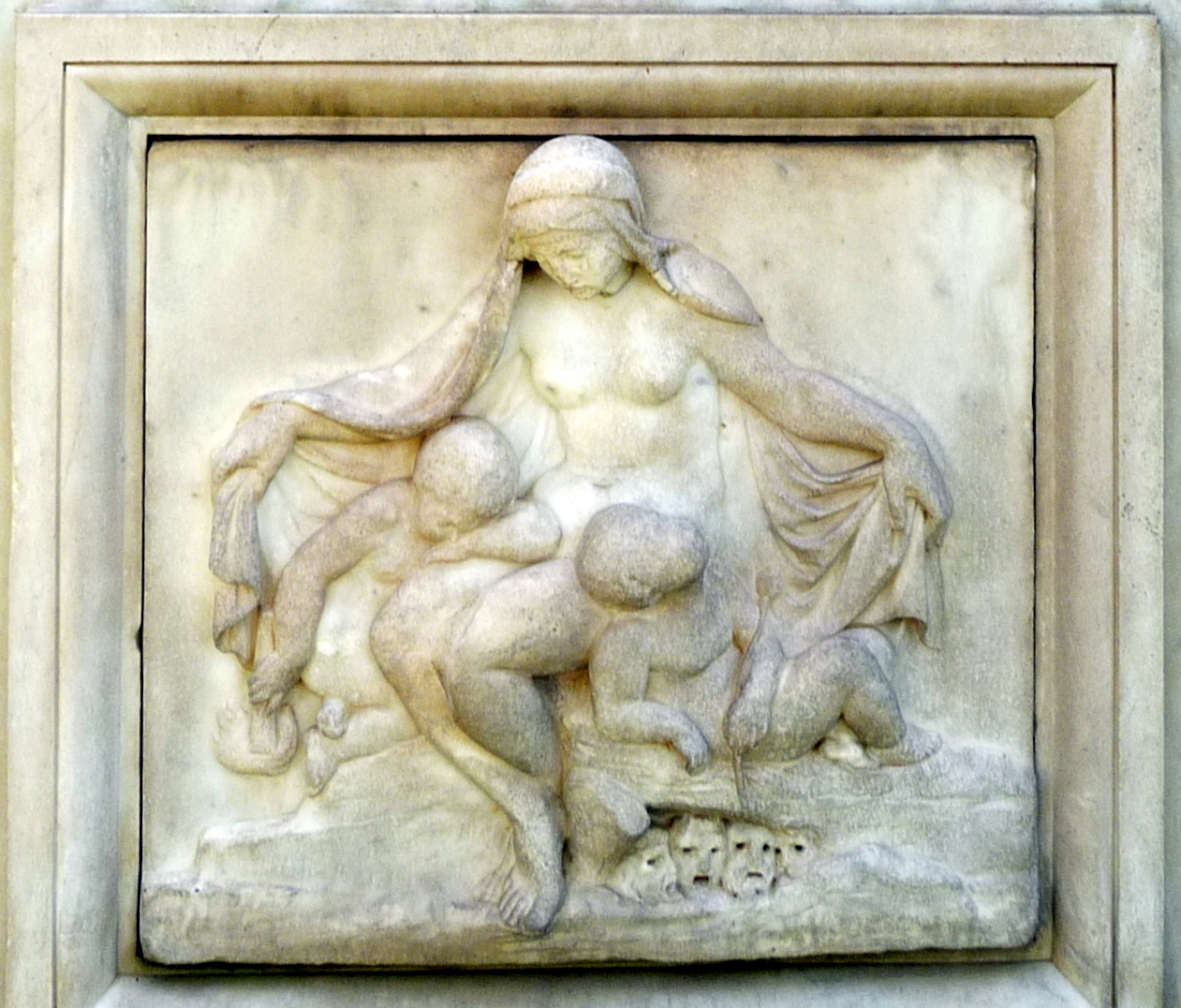
Sepultura de Carstens no Cemitério Protestante em Roma

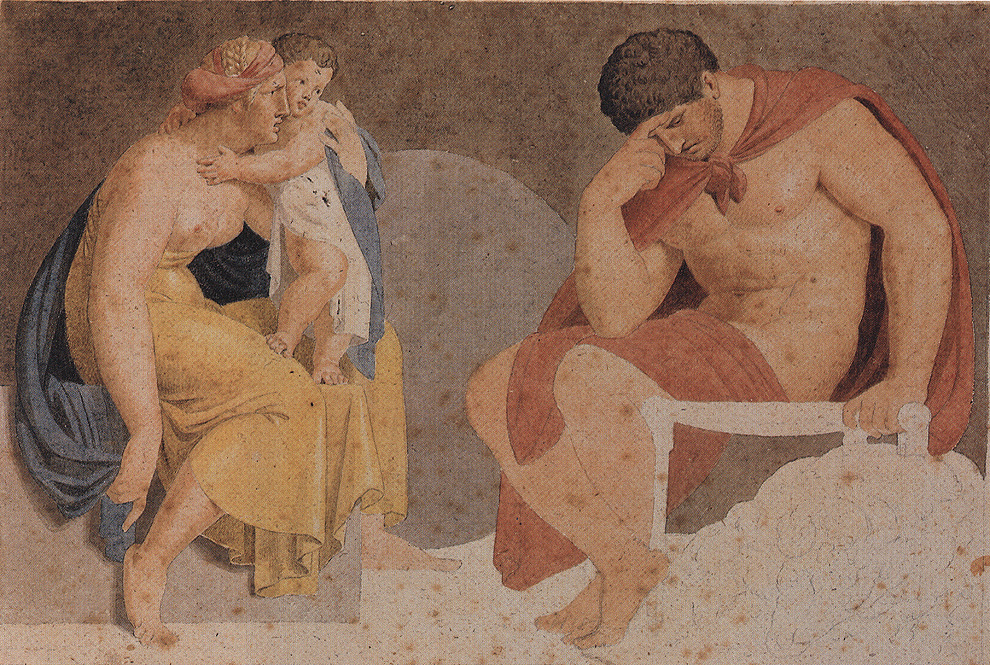
Triste Ajax com Tecmessa e Eurysaces, 1791
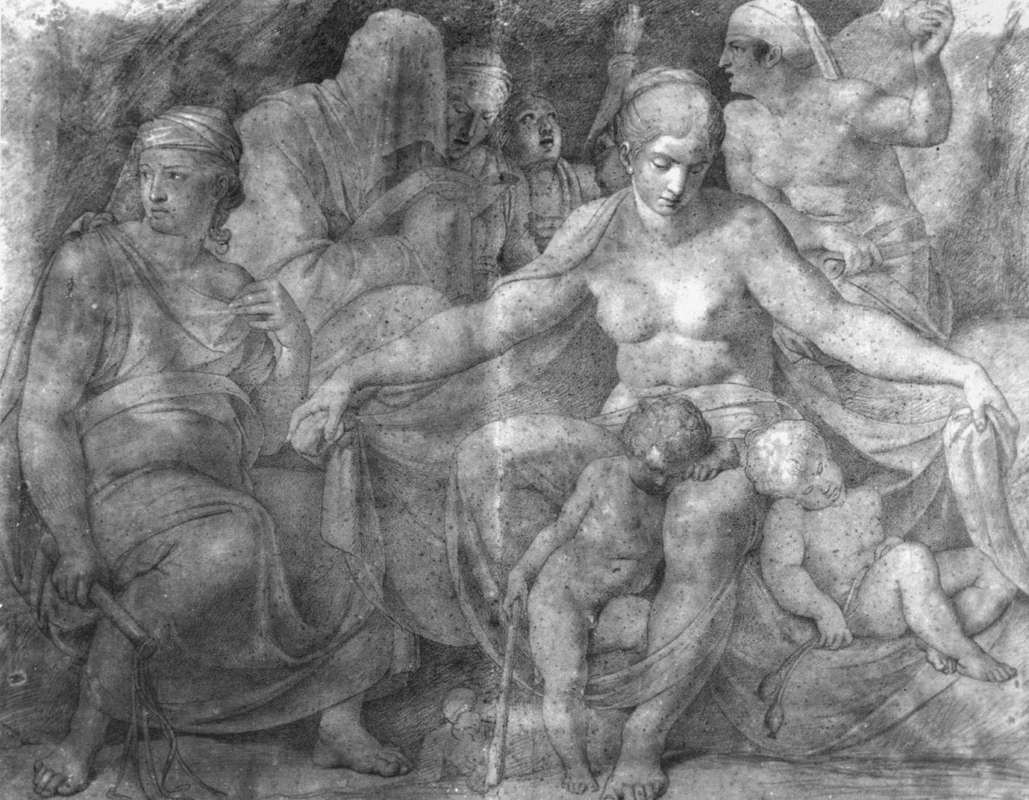
A Noite e Seus Filhos, Sono e Morte, 1794
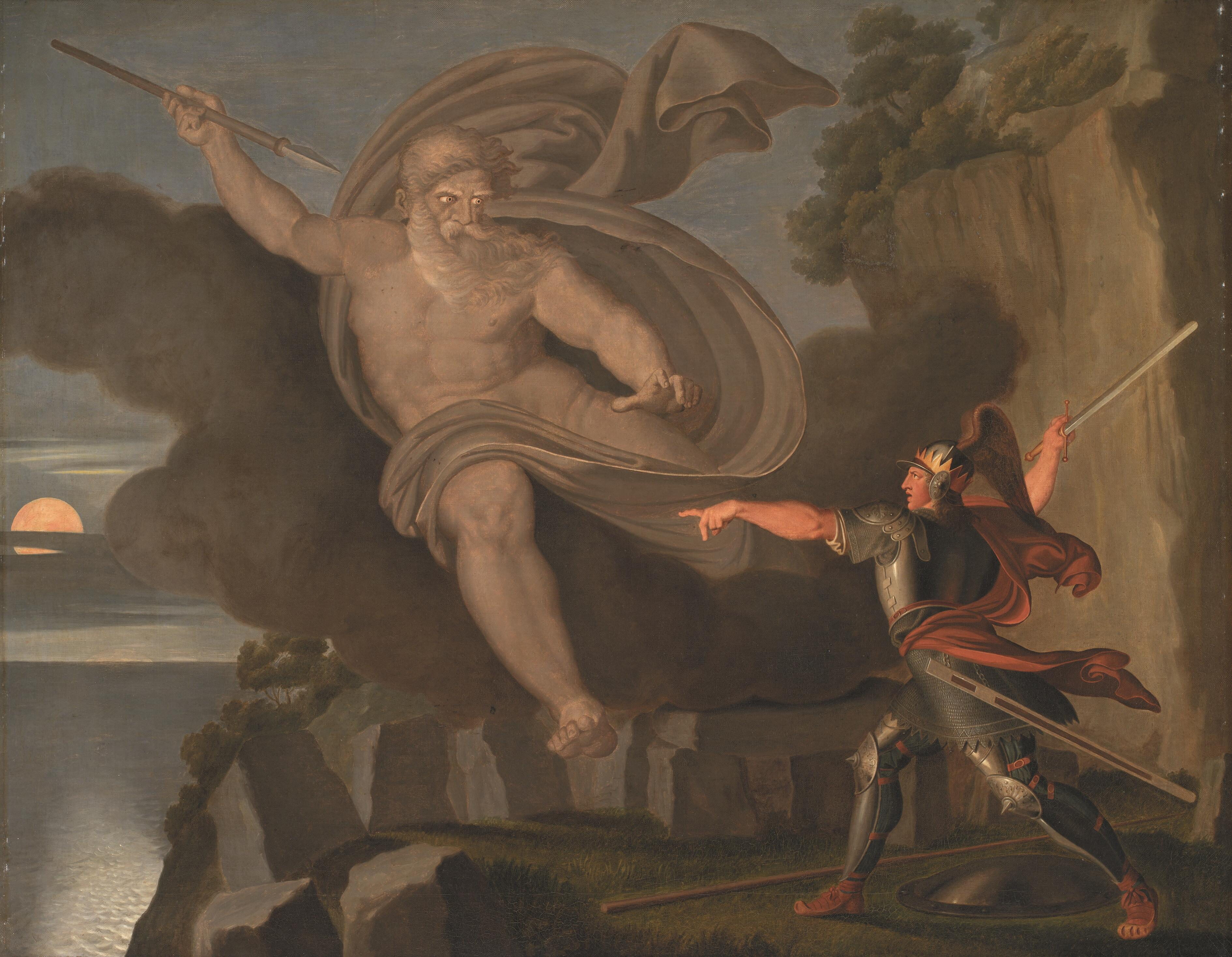
A Batalha de Fingal com o Espírito de Loda, 1797
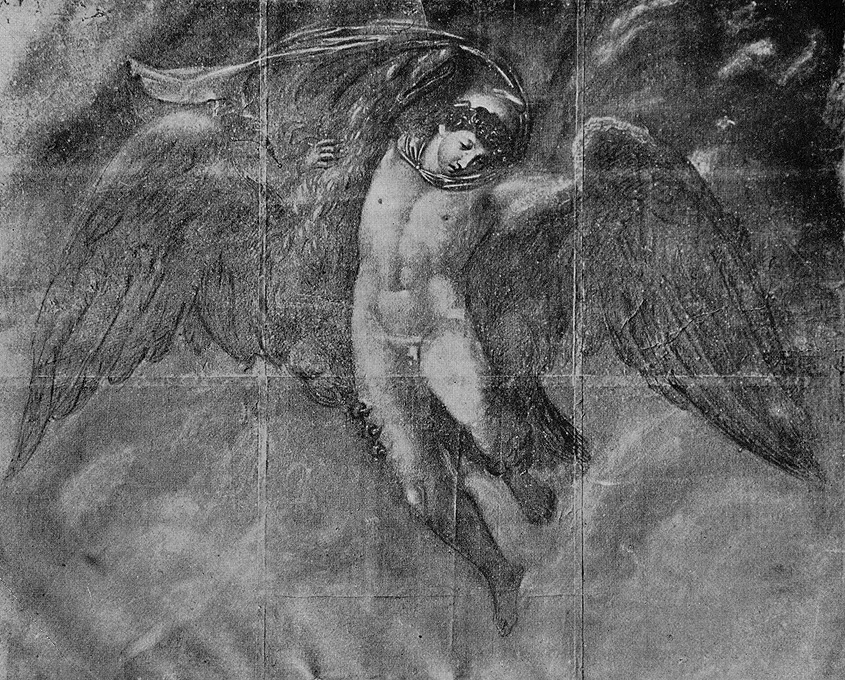
Ganymede, 1793
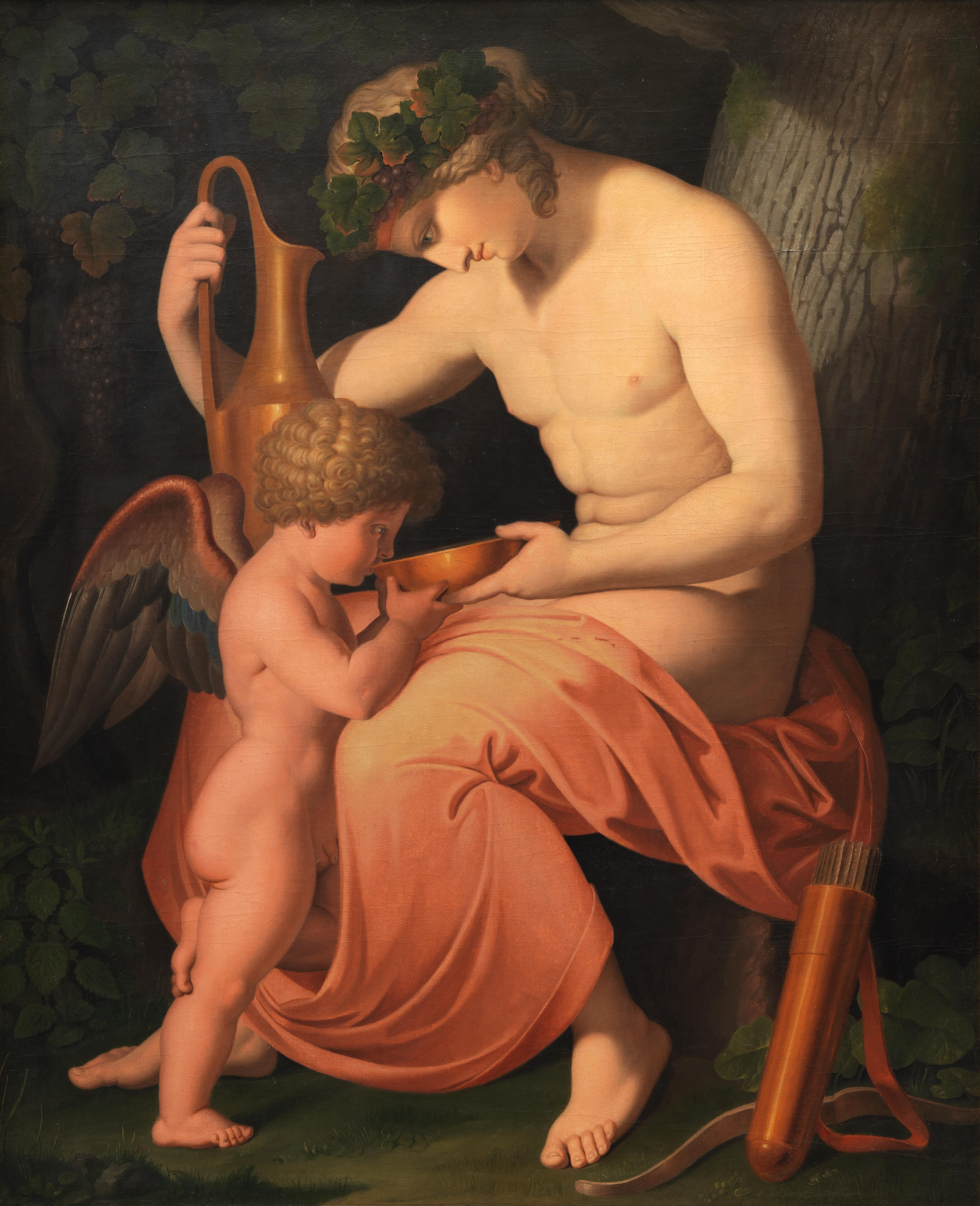
Baco e Cupido, 1796